# Niewistka

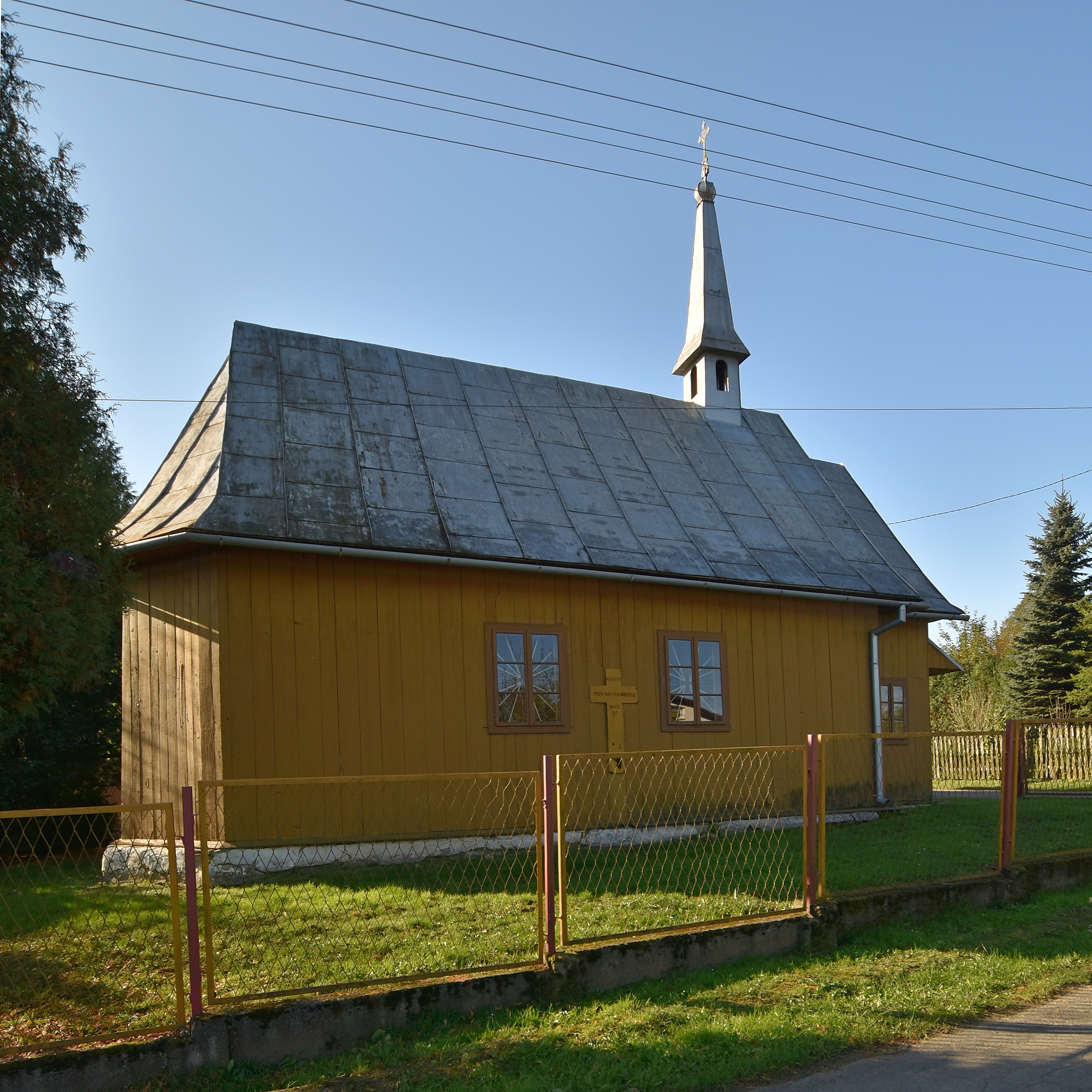
Stary kościół Matki Bożej Anielskiej

Niewistka (w latach 1977–1981 Podrzecze) – wieś w Polsce położona w województwie podkarpackim w powiecie brzozowskim, w gminie Dydnia. Leży na lewym brzegu  Sanu.
| SIMC    | Nazwa    | Rodzaj    |
| ------- | -------- | --------- |
| 0350993 | Dział    | część wsi |
| 0351001 | Huty     | część wsi |
| 0351018 | Popodwał | część wsi |
| 0351024 | Rzeka    | część wsi |

W połowie XIX wieku właścicielem posiadłości tabularnej w Niewistce był Władysław Bobczyński. Pod koniec XIX właścicielem posiadłości tabularnej w Niewistce był Aleksander Bobczyński.
Mieszkańcy dzielą miejscowość na: Wieś i Huty (popularne wyrażenie: idę do wsi).
- We Wsi znajdują się dwa kościoły: zabytkowy, drewniany kościół pw. Matki Bożej Anielskiej z 1872 r. (obecnie nieużytkowany), oraz nowy, murowany, pod tym samym wezwaniem, poświęcony 1.08.2004 r. przez abp. Józefa Michalika. Do 1985 r. wieś należała do parafii św. Stanisława Biskupa w Nozdrzcu. Po wybudowaniu nowego kościoła i erygowaniu przez ks. bp. Ignacego Tokarczuka w 1985 r. nowej parafii pw. Podwyższenia Krzyża Świętego w Warze, Niewistkę przyłączono do tej parafii. Znajduje się tu także sklep spożywczy, oraz odrestaurowana szkoła.
- Huty leżą nad Wsią, prowadzi tam dwukilometrowa droga. W latach 90. mieszkańcy Hut zajmowali się głównie uprawą bakonu, który stanowił główne źródło dochodów ludności. W okresie letnim tutejsza młodzież często spędza wolny czas nad Stawem, położonym na obrzeżach Hut.

W latach 70 XX w., planowano tutaj budowę zapory, jednak w tamtym czasie zaniechano projektu. Do końca 2011 r. inwestycja nie została jeszcze wykreślona z planu zagospodarowania przestrzennego województwa podkarpackiego i obecnie coraz częściej mówi się o niej, jako przyszłościowej dla gospodarki wodnej.
Dolina Sanu powyżej Niewistki aż do okolic Sanoka zachowała swój dziewiczy charakter, stanowiąc atrakcję dla kajakarzy (szlak kajakowy Zwierzyń–Przemyśl), wędkarzy oraz amatorów kąpieli. Wielu turystów latem rozbija swoje namioty nad Sanem, bądź nocleguje w gospodarstwach agroturystycznych.
W latach 1975–1998 miejscowość administracyjnie należała do województwa krośnieńskiego.

## Związani z Niewistką
- W Niewistce, pod koniec XVI stulecia urodził się Jacek Dydyński herbu Nałęcz – szlachcic, rębajło, który wynajmował się szlachcie sanockiej do wykonywania zajazdów i egzekucji sądowych. Opisany w Prawem i Lewem Władysława Łozińskiego, stał się także głównym bohaterem opowiadań i powieści historyczno-fantastycznych Jacka Komudy (Diabeł Łańcucki, Czarna Szabla), a także Józefa Hena. Jacek Dydyński zginął bohaterską śmiercią w bitwie pod Zborowem stoczonej z kozakami w 1649 roku.
- Tu urodził się też Konstanty Bobczyński, (24 czerwca 1817 – 14 marca 1893), uczestnik powstania krakowskiego w 1846, następnie powstania węgierskiego 1848–49, od 1851 przebywał w Anglii. Od 1855 był członkiem Towarzystwa Demokratycznego Polski.